# Kurt Van Dooren
Kurt Van Dooren (Brasschaat, 3 augustus 1978) is een Belgisch voetbalcoach en voormalig voetballer. Van Dooren speelde als centrale verdediger.

## SPelerscarrière
Kurt Van Dooren volgde de jeugdopleidingen van Lierse SK, maar werd opzij geschoven in de kampioenenploeg van 1996-1997. Van Dooren besloot dan in de lagere reeksen te gaan spelen. Na tussenstations bij Hoogstraten en Berchem Sport, zette hij in het seizoen 2003-2004 de grote stap van derde naar eerste klasse.
Bij GBA werd Kurt Van Dooren een vaste titularis in de Kielse afweergordel. In de zomer van 2010 keerde hij terug naar Lierse om daarna in januari 2011 naar KSK Heist in de Exqi League te verhuizen.

## Trainerscarrière
In februari 2021 debuteerde Van Dooren als hoofdtrainer bij de Antwerpse eersteprovincialer Antonia FC.

## Palmares
- 2005: Winnaar Beker van België met Germinal Beerschot

## Statistieken
| seizoen                      | club                       | land   | competitie                     | wed. | goals |
| ---------------------------- | -------------------------- | ------ | ------------------------------ | ---- | ----- |
| 1997/98                      | Lierse SK                  | België | Eerste Klasse                  | 1    | 0     |
| 1998/99                      | Lierse SK                  | België | Eerste Klasse                  | 0    | 0     |
| 1999/00                      | Hoogstraten VV             | België | Derde Klasse A                 | 27   | 0     |
| 2000/01                      | Hoogstraten VV             | België | Derde Klasse A                 | 28   | 0     |
| 2001/02                      | Hoogstraten VV             | België | Derde Klasse A                 | 27   | 0     |
| 2002/03                      | Berchem Sport              | België | Derde Klasse A                 | 27   | 1     |
| 2003/04                      | Germinal Beerschot         | België | Jupiler League                 | 31   | 0     |
| 2004/05                      | Germinal Beerschot         | België | Jupiler League                 | 31   | 1     |
| 2005/06                      | Germinal Beerschot         | België | Jupiler League                 | 33   | 0     |
| 2006/07                      | Germinal Beerschot         | België | Jupiler League                 | 32   | 0     |
| 2007/08                      | Germinal Beerschot         | België | Jupiler League                 | 32   | 0     |
| 2008/09                      | Germinal Beerschot         | België | Jupiler League                 | 24   | 0     |
| 2009/10                      | Germinal Beerschot         | België | Jupiler Pro League             | 16   | 0     |
| 2009/10                      | Germinal Beerschot         | België | Jupiler Pro League Play-off II | 3    | 0     |
| 2010/11                      | Lierse SK                  | België | Jupiler Pro League             | 15   | 0     |
| 2010/11                      | Lierse SK                  | België | Exqi League                    | 0    | 0     |
| 2012/13                      | Merksem-Antwerpen Noord SC | België | Vierde klasse                  | 0    | 0     |
| 2013/14                      | Merksem-Antwerpen Noord SC | België | Vierde klasse                  | 0    | 0     |
| Totaal                       | Totaal                     | Totaal | Totaal                         | 327  | 2     |
| Laatst bijgewerkt 31-01-2011 |                            |        |                                |      |       |